# Atlantolacerta andreanskyi
Atlantolacerta andreanskyi  is een hagedis uit de familie echte hagedissen (Lacertidae).

## Naam en indeling
De wetenschappelijke naam van de soort werd voor het eerst voorgesteld door Franz Werner in 1929. Oorspronkelijk werd de naam Lacerta rupicola gebruikt. De soort behoorde lange tijd tot het geslacht Teira, waardoor de verouderde wetenschappelijke naam in de literatuur wordt gebruikt. Later werd de soort in het geslacht Atlantolacerta geplaatst door Edwin Nicholas Arnold, Oscar J. Arribas en Salvador Carranza in 2007. Het is sindsdien de enige soort uit het monotypische geslacht Atlantolacerta.

## Verspreiding en habitat
De soort komt voor in delen van noordelijk Afrika en komt endemisch voor in Marokko. De habitat bestaat uit berggebieden, vaak in de omgeving van doornstruiken. De winterslaap duurt bij deze soort relatief lang. De vrouwtjes zetten eieren af, dit zijn er een tot drie per legsel.

## Beschermingsstatus
Door de internationale natuurbeschermingsorganisatie IUCN is de beschermingsstatus 'gevoelig' toegewezen (Near Threatened of NT).